# Mizuno
Mizuno är ett japanskt företag. Företaget, vars huvudkontor är beläget i Osaka i Japan, tillverkar sportutrustning. Mizuno grundades 1906. Sportutrustningen som tillverkas av företaget är bland annat för baseboll och golf.